# Операція «Мойсей»

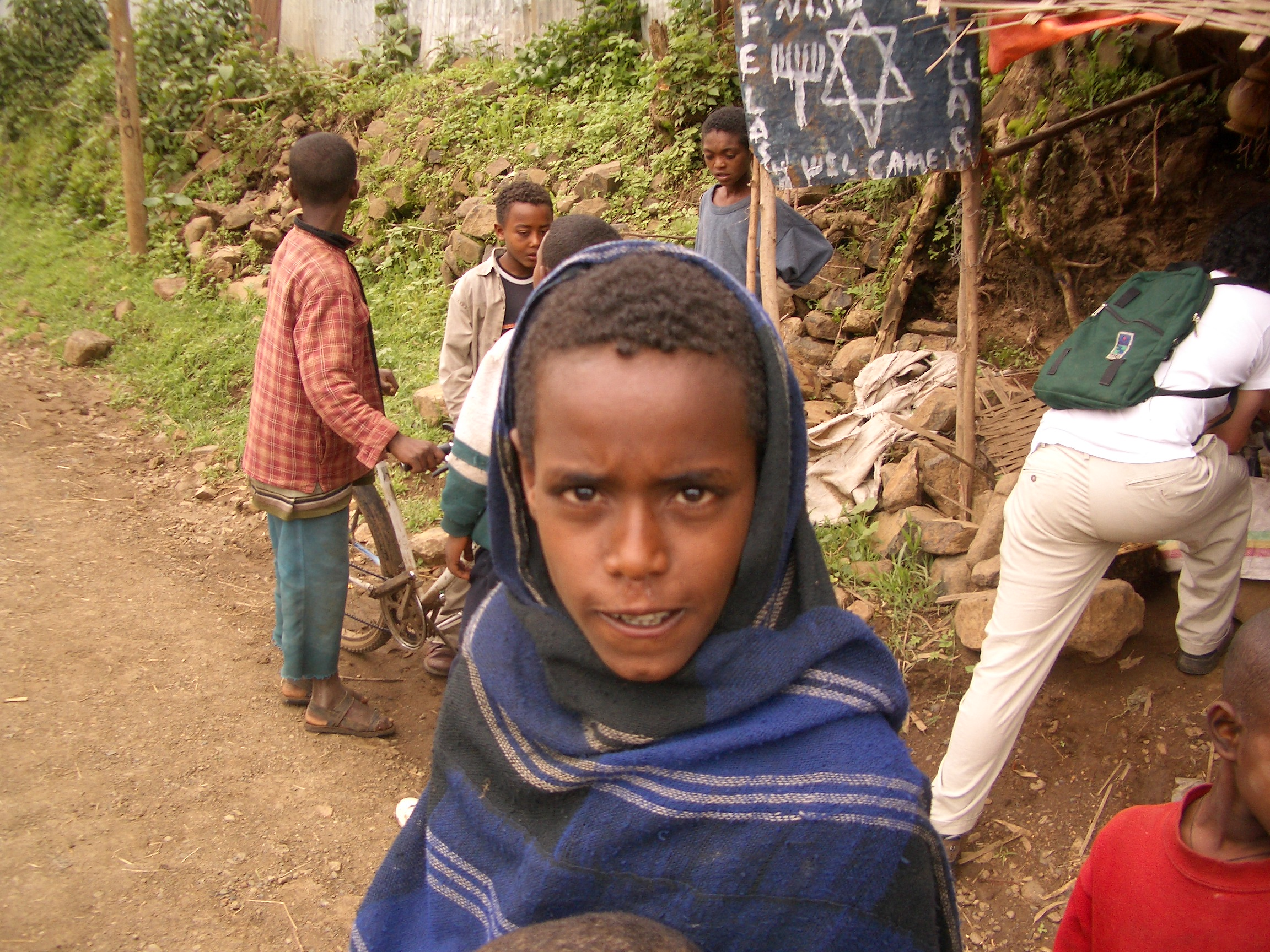
Дитина з племені ефіопських євреїв Фелаш Мура в очікуванні еміграції до Ізраїлю.

Операція «Мойсей» (івр. מבצע משה, трансліт. Міцва Моше), названа на честь біблійної особи Мойсея, була таємною операцією з транспортування ефіопських євреїв (відомих як Бета Ісраель або Фелаша) з Судану до Ізраїлю під час голоду 1984 року. Ця операція була проведена у співпраці з Армією оборони Ізраїлю, ЦРУ, посольством США в Хартумі та службами безпеки Судану.
Операція «Мойсей» почалася 21 листопада 1984 року з авіаперевезення 8000 осіб. ефіопських євреїв із Судану безпосередньо до Ізраїлю, і закінчився 5 січня 1985 року. За цей час тисячі Бета Ісраель пройшли пішки з Ефіопії до таборів для біженців у Судані. Підраховано, що під час подорожі від голоду, хвороб і слабкості померло близько 4000 людей. Судан таємно (в обмін на економічну допомогу) дозволив ізраїльському уряду евакуювати Фелаша. Однак, коли про акцію повідомили ЗМІ, арабські країни почали тиснути на Судан, щоб той припинив допомогу Ізраїлю. З цієї причини близько тисячі ефіопських євреїв залишилися в Судані. Більшість з них були евакуйовані під час подальшої американської операції «Джошуа». В Ізраїлі було понад тисячу «сиріт» — це були діти, чиї сім'ї ще перебували в Африці. Батьків та їхніх нащадків здебільшого об’єднала інша операція під кодовою назвою Операція «Соломон».
Операція «Мойсей» стала основою для ізраїльсько-французького фільму «Va, Vis et Deviens» (пол. «Живи й ставай») режисера Раду Міхайляну. У ній описується історія ефіопської християнської дитини, яку мати послала до Ізраїлю. Це мало забезпечити йому краще життя на новій батьківщині. Дитина росла в страху, боячись, що той факт, що він не єврей, буде розкрито. У 2005 році фільм отримав нагороду. за найкращий фільм на Копенгагенському міжнародному кінофестивалі.